# Portland (film)
Pour les articles homonymes, voir Portland.
Pour plus de détails, voir Fiche technique et Distribution.
Portland est un film danois réalisé par Niels Arden Oplev, sorti en 1996.

## Synopsis
L'histoire de deux frères trafiquants de drogue ultraviolents, Janus et Jakob, dans le nord du Danemark.

## Fiche technique
- Titre : Portland
- Réalisation : Niels Arden Oplev
- Scénario : Niels Arden Oplev
- Photographie : Henrik Jongdahl
- Montage : Henrik Fleischer
- Production : Peter Aalbæk Jensen et Ib Tardini
- Société de production : Zentropa
- Pays :  Danemark
- Genre : Drame et film de gangsters
- Durée : 103 minutes
- Dates de sortie : 
  -  Danemark : 19 avril 1996

## Distribution
- Anders W. Berthelsen : Janus
- Michael Muller : Jakob
- Ulrich Thomsen : Lasse
- Iben Hjejle : Eva
- Birthe Neumann : la mère de Jakob and Lasse
- Baard Owe : Kaj
- Edith Thrane : Mme. Eriksen
- Helle Dolleris : Irene
- Susanne Birkemose Kongsgaard : Minna
- Karsten Belsnæs : Kenneth
- Preben Raunsbjerg : Johnny

## Distinctions
Le film a été présenté en sélection officielle en compétition lors de Berlinale 1996.